# Plumbaginaceae
Famille
Classification APG III (2009)
La famille des Plumbaginaceae (Plumbaginacées ou Plombaginacées) regroupe des plantes dicotylédones ; elle comprend 775 espèces réparties en 14 à 24 genres. 
Ce sont des plantes herbacées la plupart du temps, des arbustes ou des lianes. C'est une famille cosmopolite, que l'on peut rencontrer dans tous les milieux, y compris salins, des régions froides à tropicales.
Dans cette famille, on peut rencontrer en France les genres suivants:
- Armeria avec l'Armérie des Alpes ou l'Armérie maritime (Armeria maritima) encore appelé gazon d'Espagne.
- Limonium avec les statices et en particulier la lavande de mer (Limonium vulgare).

## Taxonomie

### Étymologie
Le nom vient du genre type Plumbago qui dériverait du latin plumbum, plomb, et du suffixe -ago, « action ou état », et ferait référence à cette plante utilisée, autrefois, pour traiter les intoxications au plomb. Une autre version considère qu'il s'agirait de l'ancien nom latin d'une plante aquatique indéterminée, qui servait à traiter une taie cornéenne nommée plumbum. Une autre hypothèse propose que le nom de la famille viendrait de la propriété de la racine de certains Plumbago de laisser sur le papier une teinte semblable à celle de mines de plombs.

### Synonymes
Selon Catalogue of Life (20 février 2022) :
- Aegialitidaceae Lincz.
- Armeriaceae Horan.
- Limoniaceae Ser.
- Staticaceae Cassel

## Caractéristiques générales

### Appareil végétatif
La famille des Plombaginacées compte des lianes (rarement), des arbustes, mais plus généralement des plantes herbacées annuelles ou plus souvent vivaces qui poussent dans de nombreux habitats, des régions arctiques aux tropicales. De nombreuses espèces de cette famille cosmopolite se trouvent en abondance dans les régions semi-désertiques (xérophytes adaptées à la vie dans des conditions de sécheresse), dans les steppes riches en sel, dans les marais et les zones littorales au sol salé et à l'air chargé d'embruns (halophytes strictes ou facultatives, adaptées à des sols à forte teneur en sels minéraux). Ces deux types adaptatifs se traduisent par des convergences évolutives au niveau végétatif : succulence foliaire ou caulinaire (présence d'un parenchyme aquifère constitué de cellules hypertrophiées riches en mucilage), faible développement de la surface des organes aériens comparativement à leur volume (feuilles épaisses, tiges courtes, port en coussin), épaisseur accrue de la cuticule, importance de la pilosité, modification de la densité et de la protection des stomates. Les feuilles chez cette famille sont souvent disposées en rosette basale, ou sont plus rarement alternes sur les tiges aériennes ramifiées. Elles sont simples, entières ou pinnatilobées, dépourvues de stipules mais, chez les halophytes, pourvues de glandes épidermiques assurant le rejet du sel accumulé dans les tissus à la suite de la transpiration (glandes à sel sur les feuilles et les tiges qui sont capables d'emmagasiner de fortes doses de sels minéraux tels que l'iode, le fer, le brome ou encore le chlorure de sodium, mais sont également tolérantes à d'autres formes de stress, comme la sécheresse ou l'exposition à des quantités importantes d'éléments traces métalliques, d'où l'utilisation de ces halophytes en phytoremédiation, et notamment en phytodésalinisation).

### Appareil reproducteur
« Les inflorescences, axillaires ou terminales, sont parfois curieuses, et constituent une exception parmi les Magnolopsides : elles sont du type cyme unipare hélicoïde, type rencontré chez les Liliopsides. D'autres fois, elles sont groupées en grappes (Limonium), en épis (Acantholimon), en épis racémiques, en corymbes ou en têtes denses, ressemblant un peu au capitule des Asteraceae. Il s'agit alors d'un pseudanthe, montrant un exemple de surévolution n'ayant pas abouti par la suite (Armeria). Les bractées sont scarieuses et forment parfois un involucre ».
Les fleurs, sessiles ou courtement pédonculées, font de 13 à 28 mm de diamètre. La floraison court d'avril à octobre. Elles sont bisexuées, actinomorphes, pentamères et tétracycliques. Le périanthe est constitué d'un calice à 5 sépales connés, souvent persistants et membraneux, et d'une corolle à 5 pétales libres, connés ou soudés sur toute leur longueur. L'androcée est isostémone avec 5 étamines oppositipétales soudées par leur filet à la base des pétales ou au
tube de la corolle. Les anthères biloculaires ont une déhiscence longitudinale. Chez des espèces de Limonium, l'hétérostylie rend toute autopollinisation impossible. Le pistil possède 5 carpelles soudés, formant un ovaire supère uniloculaire qui ne comprend qu'un ovule basal, anatrope, bitégumenté et crassinucellé. Les carpelles sont surmontés par 5 stigmates libres (Plumbago) ou même 5 styles libres (Armeria) ou parfois soudés. La pollinisation et entomophile.
La formule florale est : ⊕{\displaystyle \ S_{(5)}\;[P_{(5)}\;E_{(5)}]\;C_{\underline {(5)}}}
À la fructification, la fleur se transforme en fruit sec entouré du calice persistant. Il s'agit généralement d'un akène, d'une capsule ou parfois d'une pyxide, s'ouvrant par une fente circulaire ou irrégulièrement. Ce fruit renferme une seule graine albuminée qui  contient un embryon droit.

## Classification
La classification phylogénétique situe cette famille dans l'ordre des Caryophyllales. Elle est subdivisée en deux sous-familles, les Limonioideae et les Plumbaginoideae qui se distinguent par des caractères morphologiques, chimiques et moléculaires. Les Plumbaginoideae sont principalement réparties dans la région tropicale et comprennent quatre genres (Plumbago avec près de 20 espèces est le plus important). Les Limonioideae se sont développées dans les régions au climat méditerranéen et sont morphologiquement plus diversifiées. Cette sous-famille est divisée en deux tribus : les Aegialitidaee (comprenant un genre avec deux espèces) et les Limonieae. La plupart des espèces de Limonieae (> 85 %) sont regroupées en trois genres : Acantholimon, Armeria et Limonium.

## Liste des genres
Selon NCBI (4 mai 2010) :
- genre Acantholimon
- genre Aegialitis
- genre Afrolimon
- genre Armeria
- genre Ceratolimon
- genre Ceratostigma
- genre Dictyolimon
- genre Dyerophytum
- genre Goniolimon
- genre Limoniastrum
- genre Limonium
- genre Plumbago
- genre Psylliostachys
- genre Saharanthus

Selon DELTA Angio (4 mai 2010) :
- genre Acantholimon
- genre Aegialitis
- genre Armeria
- genre Bamiana
- genre Buciniczea
- genre Cephalorhizum
- genre Ceratostigma
- genre Chaetolimon
- genre Dictyolimon
- genre Dyerophytum
- genre Eremolimon
- genre Ghasnianthus
- genre Goniolimon
- genre Ikonnikovia
- genre Limoniastrum
- genre Limoniopsis
- genre Limonium
- genre Meullerolimon
- genre Neogontscharovia
- genre Plumbagella
- genre Plumbago
- genre Popoviolimon
- genre Psylliostachys
- genre Vassilczenkoa

Selon ITIS (4 mai 2010) :
- genre Armeria  (DC.) Willd.
- genre Ceratostigma  Bunge
- genre Limonium  P. Mill.
- genre Plumbago  L.